# Торре-де-ла-Парада

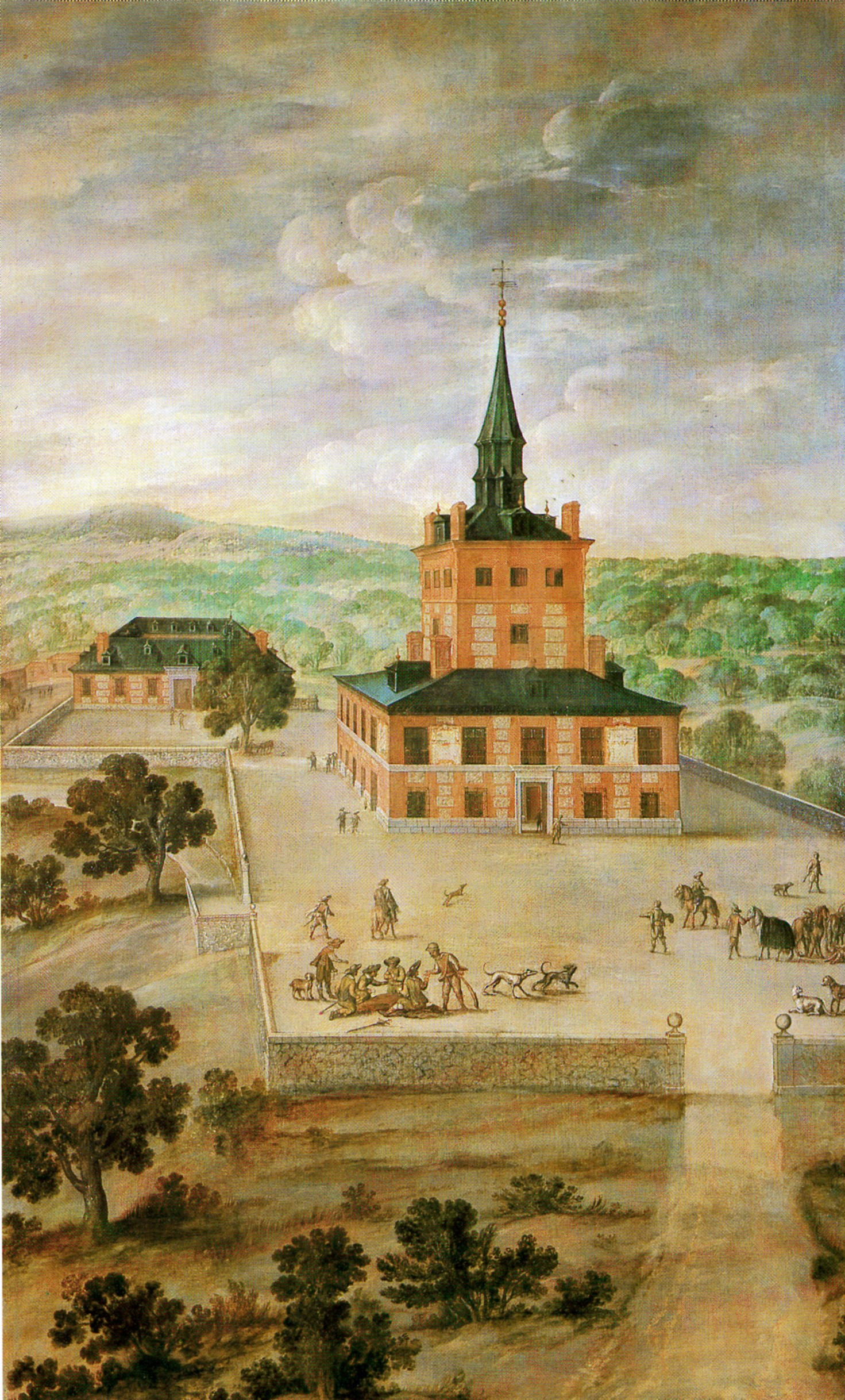
На заристовке Феликса Кастелло (1640)

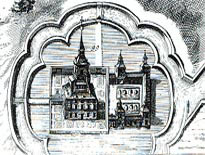
На гравюре 1656 года

Торре-де-ла-Парада (исп. Torre de la Parada) — бывший охотничий домик, располагавшийся в нынешнем Монте-де-Эль-Пардо в Фуэнкарраль-Эль-Пардо, недалеко от королевского дворца Эль-Пардо, в окрестностях Мадрида в Сьерра-де-Гвадаррама. Он был основательно разрушен в результате пожара в 1714 году, устроенным австрийскими войсками в ходе войны за испанское наследство, после чего от него оставались лишь руины.
Торре-де-ла-Парада был воздвигнут в 1547—1549 годах по проекту архитектора Луиса де Веги. В 1635—1640 годах он служил основным местом для архитектурных и художественных изысканий короля Испании Филиппа IV, который также был страстным охотником. В 1636 году он поручил испанскому архитектору Хуану Гомесу де Мора реконструировать «Охотничью башню», а также привлёк ведущих художников того времени для её украшения, включая Рубенса и Веласкеса, «шутовские» портреты последнего расположились в Торре-де-ла-Парада: Шут по прозвищу Дон Хуан Австрийский, Дон Диего де Аседо, Франсиско Лескано и портрет Пабло де Вальядолида. Эзоп и Менипп Веласкеса также предположительно были предназначены для Торре-де-ла-Парада, а также некоторые из его известных портретов членов королевской семьи во время охоты или в костюмах для верховой езды, в том числе Портрет принца Бальтазара Карлоса в охотничьем костюме.
Декорация картинами Торре-де-ла-Парада стала единственным крупных заказом, полученным Рубенсом от испанского короля. 63 картины на сюжеты «Метаморфоз» и 63 «охотничьих» полотна должны были сплошь покрывать стены резиденции, располагаясь вплотную друг к другу. Большинство их было выполнено по эскизам Рубенса его подмастерьями и помощниками в течение 18 месяцев, включая Якоба Йорданса, Давида Тенирса Младшего, Корнелиса де Воса, Питера Снайерса, Томаса Виллебортса Босхарта, Теодора ван Тюльдена, Яна Бокхорста. 40 из этих картин сохранились, а также многие эскизы и рисунки Рубенса, большая их часть ныне хранится в Прадо, в Мадриде.
Лучшие картины позднее, в основном в 1710 году, были перемещены в другое место.